# Sympherobius occidentalis
Sympherobius occidentalis is een insect uit de familie van de bruine gaasvliegen (Hemerobiidae), die tot de orde netvleugeligen (Neuroptera) behoort. 
Sympherobius occidentalis is voor het eerst wetenschappelijk beschreven door Fitch in 1855.